# Kubo Wataru
Kubo Wataru (久保 亘 (Cửu Bảo Hoàn) Kubo Wataru, 15 tháng 1 năm 1929 – 24 tháng 6 năm 2003) là một chính trị gia người Nhật Bản của Đảng Dân chủ Xã hội (SPD) và sau đó là Đảng Dân chủ. Ông giữ chức Phó Thủ tướng và Bộ trưởng Tài chính Nhật Bản từ 5 tháng 1 năm 1996 đến 7 tháng 11 năm 1996.

## Đầu đời và giáo dục
Kubo được sinh ra ở tỉnh Kagoshima vào ngày 15 tháng 1 năm 1929. Ông đã nhận bằng cử nhân của Đại học Văn học và Khoa học Hiroshima, hiện là một phần của Đại học Hiroshima, vào năm 1952.

## Sự nghiệp

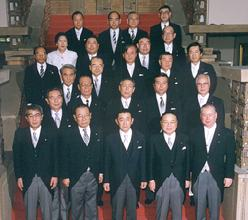
Kubo (người thứ hai, hàng dưới cùng) với các thành viên của Nội các Hashimoto đầu tiên (tại Kantei vào ngày 11 tháng 1 năm 1996)

Kubo bắt đầu sự nghiệp với tư cách là một giáo viên trung học. Sau đó, ông tham gia vào chính trị, và vào năm 1963, ông được bầu vào Hội đồng Tỉnh Kagoshima, nơi ông phục vụ trong ba nhiệm kỳ. Ông lần đầu tiên được bầu vào Tham Nghị viện vào tháng 7 năm 1974 từ Kagoshima. Cho đến năm 1993, ông là chủ tịch và là thành viên của các ủy ban khác nhau tại Tham Nghị viện, bao gồm cả ủy ban tài chính và ngân sách ở Tham Nghị viện. Vào tháng 9 năm 1993, ông được bổ nhiệm làm tổng thư ký của Đảng Dân chủ Xã hội trong nhiệm kỳ của người đứng đầu đảng Murayama Tomiichi. Ông cũng là chiến lược gia chính sách tài chính  và phó chủ tịch đảng.
Ông giữ chức phó thủ tướng và bộ trưởng tài chính từ ngày 5 tháng 1 đến ngày 7 tháng 11 năm 1996 trong nội các đầu tiên của Thủ tướng Hashimoto Ryutaro, đó là một liên minh của Đảng Dân chủ Tự do, SDP và Đảng mới Sakigake. Nhiệm kỳ của Kubo kết thúc khi Hashimoto công bố nội các thứ hai của mình và các đảng liên minh SPD và Đảng mới Sakigake vẫn ở bên ngoài chính phủ. Kubo đã dược thay thế bởi Hiroshi Mitsuzuka làm bộ trưởng tài chính.
Kubo rời Đảng Dân chủ Xã hội vào ngày 6 tháng 1 năm 1997 do những bất đồng với người đứng đầu SPD Takako Doi. Sau khi từ chức, Kubo gia nhập Đảng Dân chủ Nhật Bản (DPJ). Sau đó, anh trở thành thành viên của thượng viện với DPJ. Ông đã nghỉ hưu từ chính trị với tư cách là thành viên của DPJ vào tháng 6 năm 2001 sau khi phục vụ bốn nhiệm kỳ tại thượng viện, là đại diện của tỉnh Kagoshima.
Kubo có thứ hạng cao trong bộ môn kendo. Ông đã nhận được Huân chương Mặt trời mọc, giải thưởng hàng đầu của Nhật Bản cho những đóng góp cho nhà nước và xã hội vào tháng 11 năm 2001.

## Qua đời
Kubo mất tại một bệnh viện ở Kagoshima vào ngày 24 tháng 6 năm 2003. Hưởng thọ 74 tuổi.

## Liên quan
1. 1 2  "Lyon Summit Information". Japan Ministry of Foreign Affairs. Truy cập ngày 5 tháng 1 năm 2013.
2. ↑  Richard Lloyd Parry (ngày 12 tháng 1 năm 1996). "Socialist Teacher to Run Japan's Finances". The Independent. Tokyo. Bản gốc lưu trữ ngày 20 tháng 2 năm 2014. Truy cập ngày 24 tháng 1 năm 2014. – via Questia (cần đăng ký mua)
3. 1 2  "Kubo says DPJ still no alternative for current coalition". Kyodo News. ngày 26 tháng 6 năm 2001. Truy cập ngày 6 tháng 1 năm 2013.
4. 1 2 3  "Ex-Japan Socialist Party's Kubo Dies". Asia Africa Intelligence Wire. Tokyo. Jiji Press. ngày 26 tháng 6 năm 2003. Truy cập ngày 9 tháng 9 năm 2013.
5. 1 2  Wudunn, Sheryl (ngày 12 tháng 1 năm 1996). "Japan Names A Socialist as Finance Chief". The New York Times. tr. 2.
6. 1 2 3  "Obituary: Wataru Kubo". The Japan Times. ngày 27 tháng 6 năm 2003. Truy cập ngày 5 tháng 1 năm 2013.
7. ↑  "International Business". Los Angeles Times. ngày 11 tháng 1 năm 1996. Truy cập ngày 5 tháng 1 năm 2013.
8. ↑  Sterngold, James (ngày 11 tháng 7 năm 1993). "Japan's socialists moving to center". The New York Times. tr. 9.
9. 1 2  "Veteran politician Kubo to quit politics". Kyodo News. Kagoshima. ngày 28 tháng 12 năm 2001. Truy cập ngày 6 tháng 1 năm 2013.
10. ↑  "January 1996". Rulers. Truy cập ngày 5 tháng 1 năm 2013.
11. ↑  "New cabinet inaugurated". Trends in Japan. ngày 8 tháng 11 năm 1996. Truy cập ngày 5 tháng 1 năm 2013.
12. ↑  "Kubo leads more key defectors from SDP". The Japan Times. ngày 6 tháng 1 năm 1997. Truy cập ngày 6 tháng 1 năm 2013.
13. ↑  "Asia Week". CNN. ngày 17 tháng 1 năm 1997. Bản gốc lưu trữ ngày 8 tháng 7 năm 2022. Truy cập ngày 24 tháng 1 năm 2014.
14. 1 2  "Kubo, former vice premier, dies at 74". Kyodo News. Tokyo. ngày 26 tháng 6 năm 2003. Truy cập ngày 5 tháng 1 năm 2013.